# W górach szaleństwa
W górach szaleństwa (ang. At the Mountains of Madness) – horror science fiction amerykańskiego pisarza H.P. Lovecrafta, napisany w 1931 r., wydany po raz pierwszy w 1936 r. w odcinkach na łamach miesięcznika Astounding Stories. Wymieniany wśród najlepszych utworów Lovecrafta, nawiązuje do mitologii Cthulhu. Pierwsze polskie wydanie ukazało się w 1990 r. w tłumaczeniu Michała Wroczyńskiego, nakładem wydawnictwa As-Editor.

## Geneza

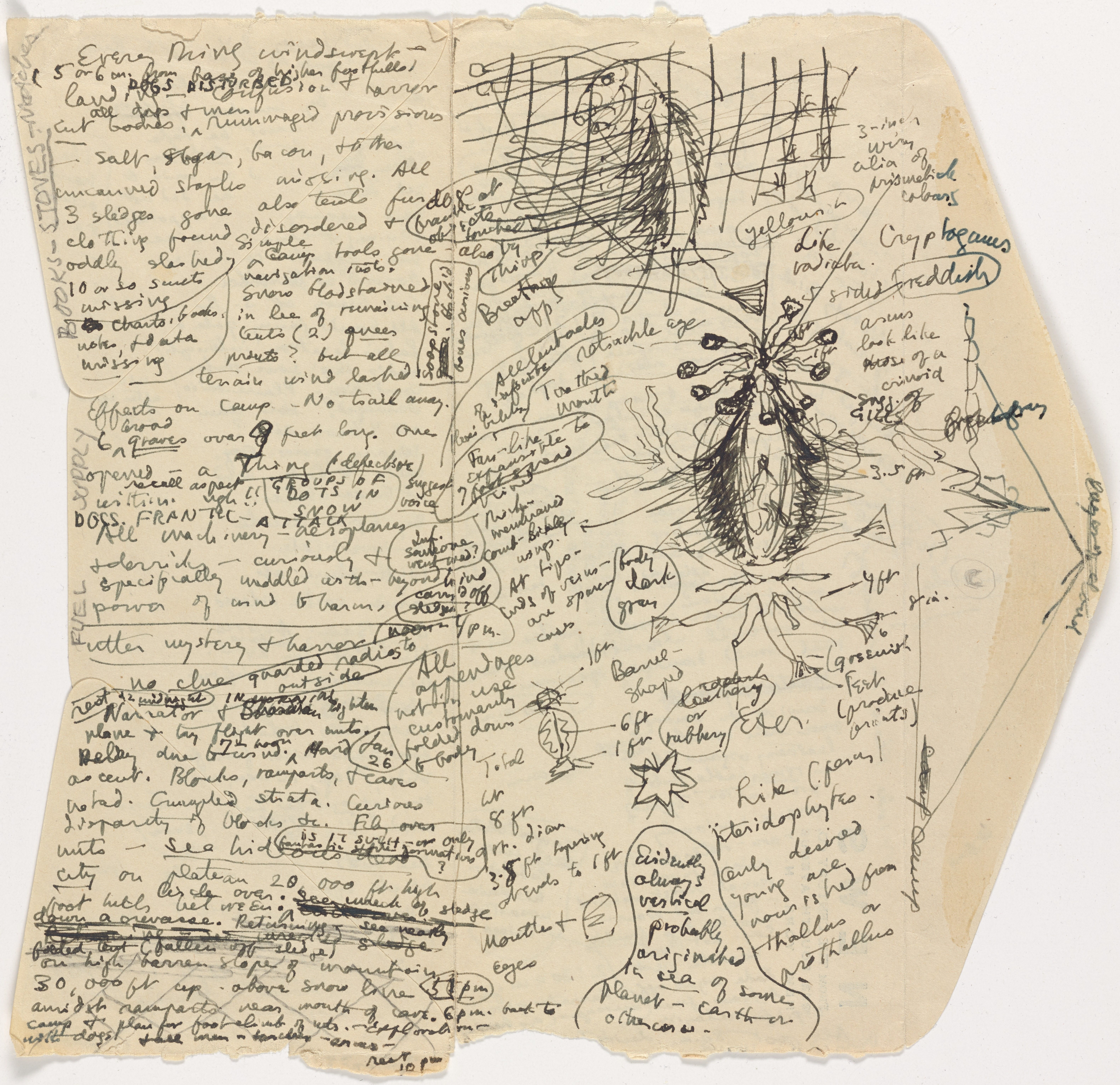
Strona rękopisu W górach szaleństwa

Lovecraft od wczesnych lat zainteresowany był wyprawami na Antarktydę, jednak do napisania W górach szaleństwa skłoniło go prawdopodobnie prozaiczne wydarzenie. W listopadowym numerze Weird Tales z 1930 r. ukazało się opowiadanie A Million Years After autorstwa Katharine Metcalf Roof, o prehistorycznym jaju, z którego wykluł się dinozaur. Rozzłościło ono pisarza – ponieważ od lat przekonywał Franka Belknapa Longa do napisania historii opartej na bardzo podobnym zamyśle. Long twierdził, że podobne koncepcje tworzył już Herbert George Wells.
Lovecraft rozpoczął pisanie W górach szaleństwa w lutym 1931 r. i ukończył w marcu tego samego roku. Długość utworu wychodzi poza ramy opowiadania, dlatego często określany jest jako powieść albo minipowieść. Fakt ten był powodem odrzucenia utworu w roku ukończenia przez Farnswortha Wrighta, redaktora Weird Tales. Pierwszy raz ukazał się w 1936 r. w odcinkach (luty–kwiecień) w miesięczniku Astounding Stories, publikującym literaturę science fiction.

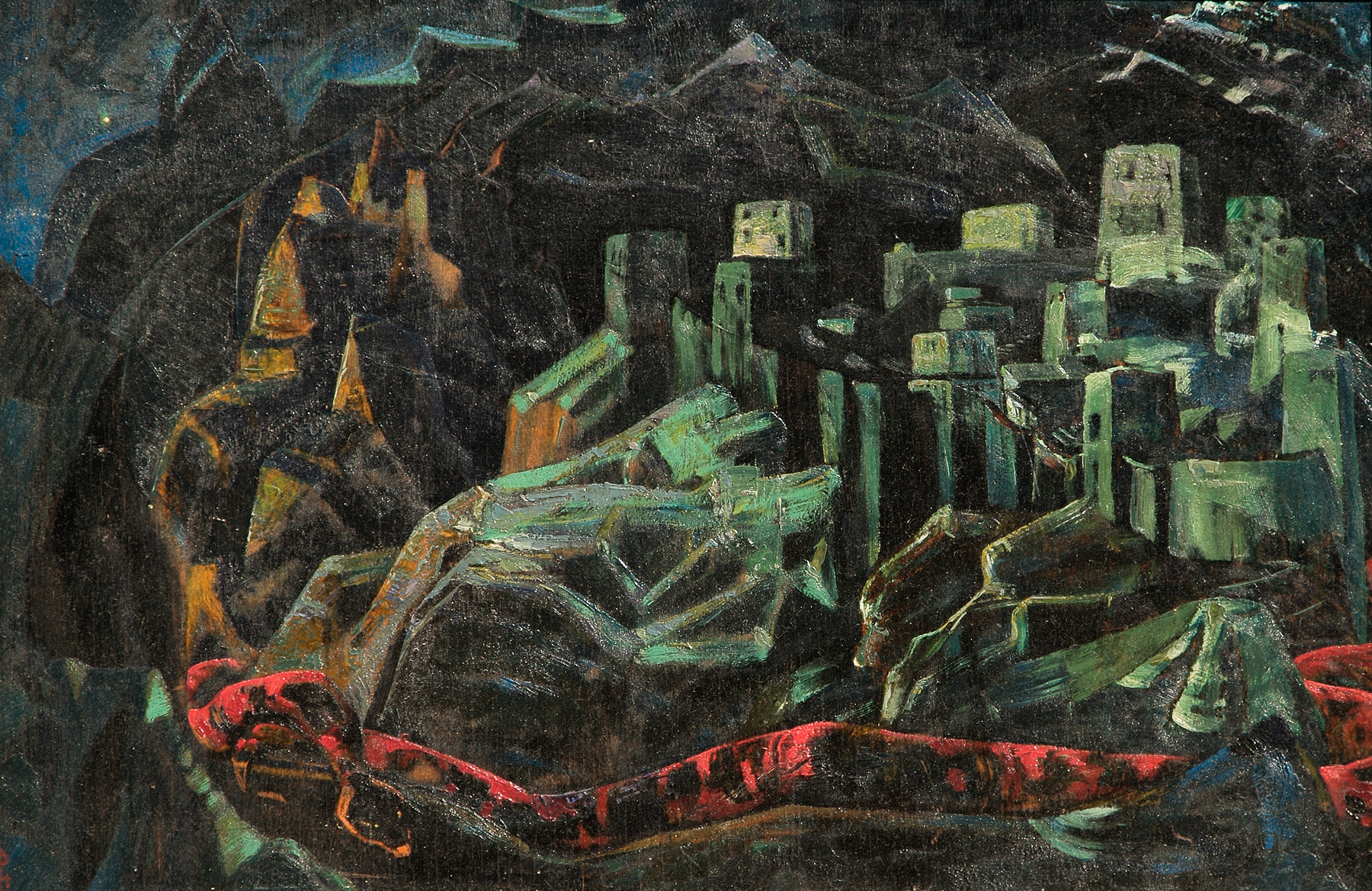
The Doomed City, obraz Nikołaja Roericha, 1914

W utworze Lovecraft nawiązuje do teorii ewolucji, której prywatnie był gorącym zwolennikiem. W opowiadaniu przedstawił fantastyczną wizję, w której ludzie wyewoluowali ze stworzonych przez Starsze Istoty shoggothów. 
Tekst zawiera kilka odniesień do opowieści Edgara Allana Poe Przygody Artura Gordona Pyma, horroru osadzonego również na Antarktydzie. Wołanie pierwotnych istot „Tekeli-li!” zapożyczył właśnie z tego utworu. Lovecraft w W górach szaleństwa stwierdził, że to zawołanie jest imitacją dźwięków pochodzących z języka Starożytnych Istot, ponieważ shoggothy, stworzone przez nich, nie miały własnego języka.
Inspiracją w stworzeniu opowiadania były także himalajskie obrazy rosyjskiego malarza Nikołaja Roericha, które Lovecraft widział w Muzeum Nicholasa Roericha w Nowym Jorku.

## Fabuła

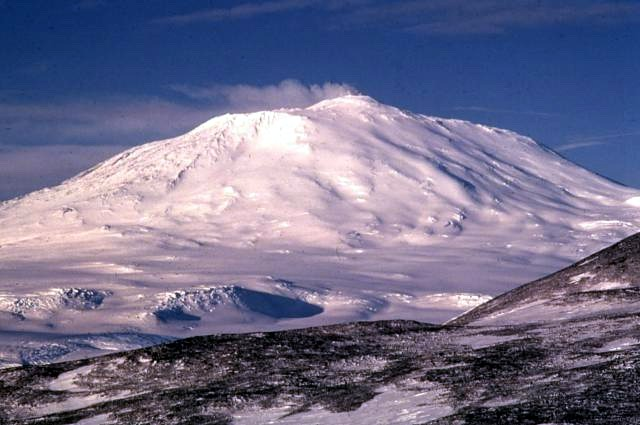
Góra Erebus na Wyspie Rossa

W 1933 r. narrator, dr William Dyer, geolog z Uniwersytetu Miskatonic, przerywa milczenie na temat swoich doświadczeń i spostrzeżeń podczas wyprawy, którą prowadził kilka lat wcześniej, na Antarktydzie. Powodem tego jest planowana i szeroko nagłaśniana nowa misja w tamten rejon. Ujawniając dotychczas utrzymywane w tajemnicy informacje, ma nadzieję wstrząsnąć opinią publiczną i zapobiec wyprawie .
W skład ekspedycji, której William Dyer był kierownikiem, wchodziły poza nim jeszcze trzy osoby z Uniwersytetu: profesor Frank H. Pabodie, Lake z wydziału biologii, Atwood z wydziału fizyki oraz szesnastu pomocników – siedmiu absolwentów i dziewięciu mechaników. Wszyscy wypływają 2 września 1930 r. z Bostonu dwoma statkami, z załogami dowodzonymi przez J.B. Douglasa, dowódcę brygu „Arkham” i George’a Thorfinnssena, kapitana brygantyny „Miskatonic”. 26 października docierają do celu podróży – brzegów Cieśniny McMurdo u stóp wulkanu Erebus. 2 listopada na niewielkich łodziach uczestnicy ekspedycji docierają na Wyspę Rossa, gdzie rozbijają obóz .
Początkowo wyprawa zaczyna się obiecująco. Przy pomocy nowego urządzenia wiertniczego wynalezionego przez profesora Pabodiego badacze pobierają wiele próbek geologicznych i natrafiają na liczne skamieniałości. Planują zbadać terytorium tak daleko, jak tylko pozwoli na to jeden antarktyczny sezon. Mają działać głównie w masywach górskich i na płaskowyżu, na południe od Morza Rossa, w regionach zbadanych już wcześniej. Na zachodzie, w pobliżu Gór Królowej Aleksandry, Lake odkrywa osobliwy trójkąt, prążkowany odcisk, mający w najszerszym miejscu stopę średnicy. Naukowiec był przekonany, że ślad ten jest odciskiem jakiegoś ogromnego, nieznanego i niesklasyfikowanego dotąd organizmu, stojącego dość wysoko na drabinie ewolucji .
W związku z tym odkryciem 22 stycznia Lake wraz z 12 innymi mężczyznami udają się na północny zachód. Dyer pozostaje na miejscu wraz z resztą wyprawy i przygotowuje przeniesienie obozu na wschód. Po kilku godzinach biolog informuje przez radio, że jego grupa odkryła nieznane dotąd pasmo górskie, w górnych warstwach pozbawione śniegu, wyższe niż Himalaje. W związku z tym Dyer zmienia plan wyprawy i wraz z Pabodiem zaczyna przygotowania do przetransportowania w tamten rejon obozu . 

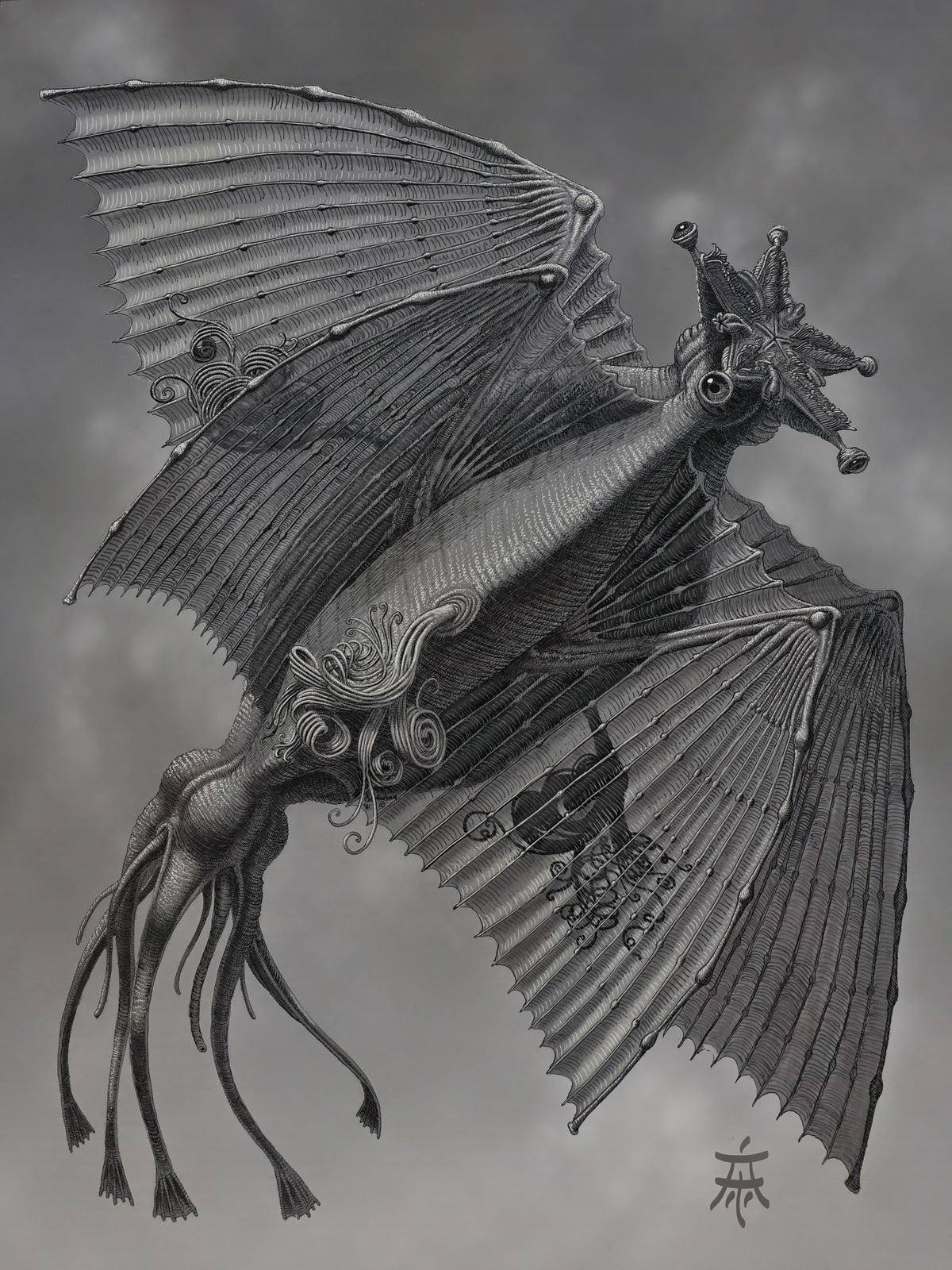
Stara Istota, ilustracja Toma Ardansa

Lake rozpoczyna wiercenia, podczas których odkrywa się wejście do jaskini, wydrążone przed ponad 50 milionami lat. W jaskini naukowcy znajdują czternaście skamielin nieznanego pochodzenia, których nie potrafią zidentyfikować. Lake określa je jako przypominające jedno ze stworzeń z pradawnych mitów, zwłaszcza Starsze Istoty opisywane w Necronomiconie. Każda ma ponad 2 m wysokości i wyposażona jest w błoniaste skrzydła. Osiem z nich znajduje się w nienaruszonym stanie. Członkowie wyprawy przewożą wszystkie okazy do tymczasowego obozu. W nocy Lake przeprowadza prowizoryczną sekcję jednej z uszkodzonych skamielin. Dokonane odkrycia, których nie potrafi w żaden sposób sklasyfikować, przywodzą mu na myśl opisy prehistorycznych przejawów kultu Cthulhu. Operator radiowy biologa przekazuje informacje Dyerowi. Po godzinie 4 nad ranem transmisja kończy się. Przez cały następny dzień próbuje się nawiązać kontakt z grupą Lake'a, ale bez skutku. Warunki pogodowe opóźniają misję ratunkową, do tymczasowego obozu Lake'a przylatuje samolot z zaopatrzeniem .
Obóz jest zniszczony, Lake, jego ludzie i psy, są znalezieni martwi. Brakuje jednego członka wyprawy, Gedneya i jednego psa. Odkryto przy tym, że wszystkie uszkodzone starożytne istoty są pochowane w kopcach śniegu, a kompletne okazy zniknęły. Maszyny wiertnicze są również zniszczone, co skutkuje brakiem możliwości kontynuacji ekspedycji. Wszyscy zgodnie przyjmują, że powodem przerażających wypadków było szaleństwo wzbierające w Gedneyu, jako jedynym przypuszczalnie ocalałym członku grupy Lake’a. 27 stycznia wszystkie samoloty docierają do starej bazy, a 28 stycznia zostają przetransportowane do Cieśniny McMurdo. Pięć dni później „Arkham” i „Miskatonic” z całą załogą i sprzętem na pokładach wpływają na Morze Rossa, opuszczając Antarktykę. Oficjalnie zostaje przyjęta wersja o huraganie niosącym zniszczenie i szaleństwie Gedneya .
Przygotowania do nowej ekspedycji Starkweathera i Moore’a, dysponującą lepszym od poprzedników sprzętem, sprawiają, że Dyer przerywa milczenie. Ma świadomość, że jeśli nie odwiedzie ich od tego – dotrą do centrum Antarktydy, odkryją to, o czym on już wie i doprowadzą do zagłady świata .

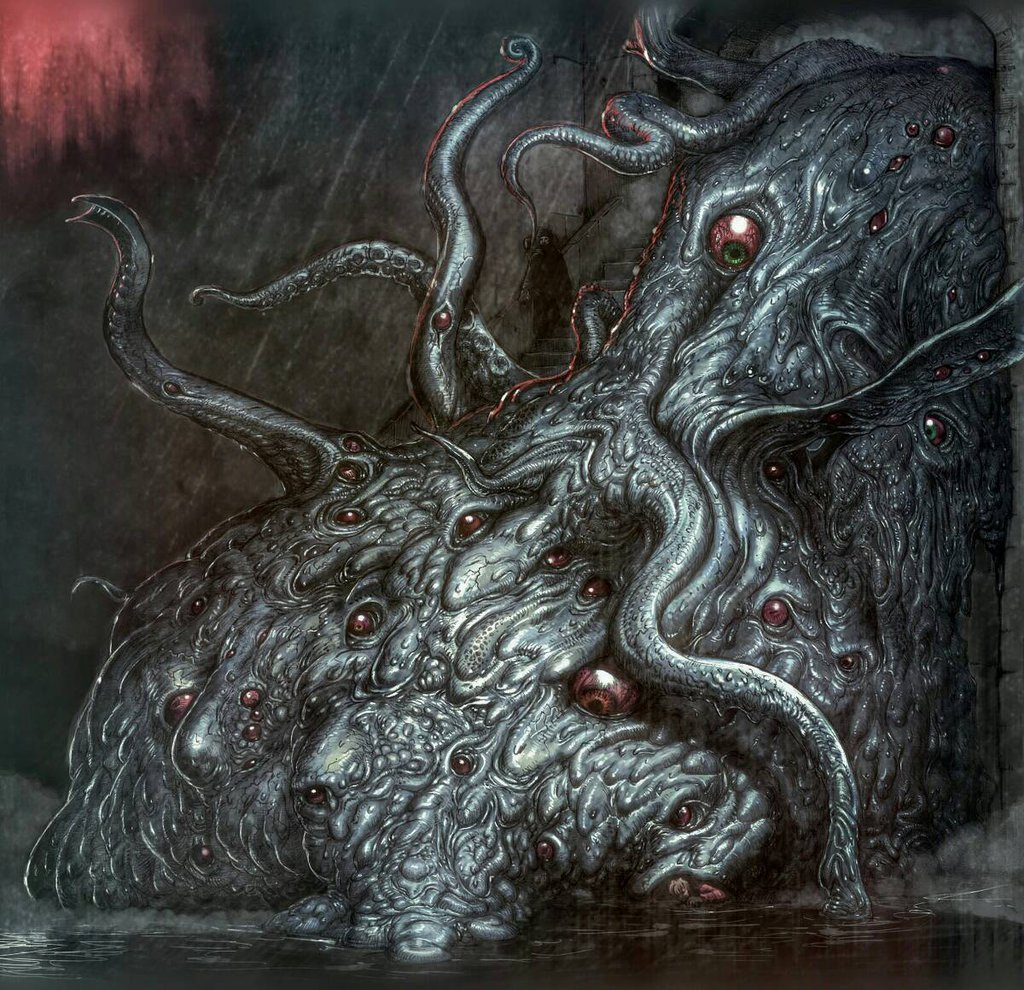
Shoggoth, ilustracja Nottsuo

Geolog ma pełną świadomość, że zniszczenia jakie zastali w obozie, a także stan ciał ludzkich i zwierzęcych, nie mogły wywołać ani warunki pogodowe, ani domniemane szaleństwo członków grupy Lake'a. Podczas prac w obozie, Dyer wraz ze studentem Danforthem decydują się odbyć lot nad ogromnym pasmem górskim. Tam odkrywają płaskowyż, gdzie znajdują się ruiny prehistorycznego miasta, którego echa przebrzmiewają w legendach o starożytnych istotach i kulcie Cthulhu, a także w Necronomiconie .
Po wylądowaniu rozpoczynają eksplorację miasta. W budynkach na ścianach znajdują artystyczne płaskorzeźby, z których odczytują historię starożytnych istot. Istoty, które w czasach prehistorycznych zbudowały i zamieszkiwały to kamienne miasto, były stare i mądre, a pozostawione przez nich wyryte w kamieniu ślady przetrwały blisko miliard lat. Istoty te przybyły z kosmosu na Ziemię zanim pojawiło się na niej jakiekolwiek życie. Przez dłuższy czas istoty mieszkały w morskiej głębinie, gdzie budowały miasta i posługiwały się nieznanym nam źródłem energii, a ich wiedza naukowa i technologia przewyższały wiedzę ówczesnego człowieka. W morskich odmętach początkowo ze względów żywieniowych, a później z innych przyczyn, stworzyły całe ziemskie życie. Wyprodukowały też shoggothy – wielokomórkowe istoty protoplazmatyczne, które kontrolowano za pomocą hipnozy, czyniąc z nich idealnych niewolników. Kiedy zaginęła sztuka tworzenia nowego życia z materii nieorganicznej i Stare Istoty musiały poprzestać na kształtowaniu form już istniejących. Z czasem shoggothy rozwinęły własną inteligencję, przez co kilkakrotnie zbuntowały się przeciwko swoim panom. Dyer odczytuje też z płaskorzeźb o przybyciu innych rodzajów istot pozaziemskich, które walczyły ze starożytnymi istotami o terytorium na Ziemi. W ciągu milionów lat pradawni utracili zdolność latania w kosmos, zmieniał się też ich styl życia, przeradzając się w coraz bardziej dekadencki .  

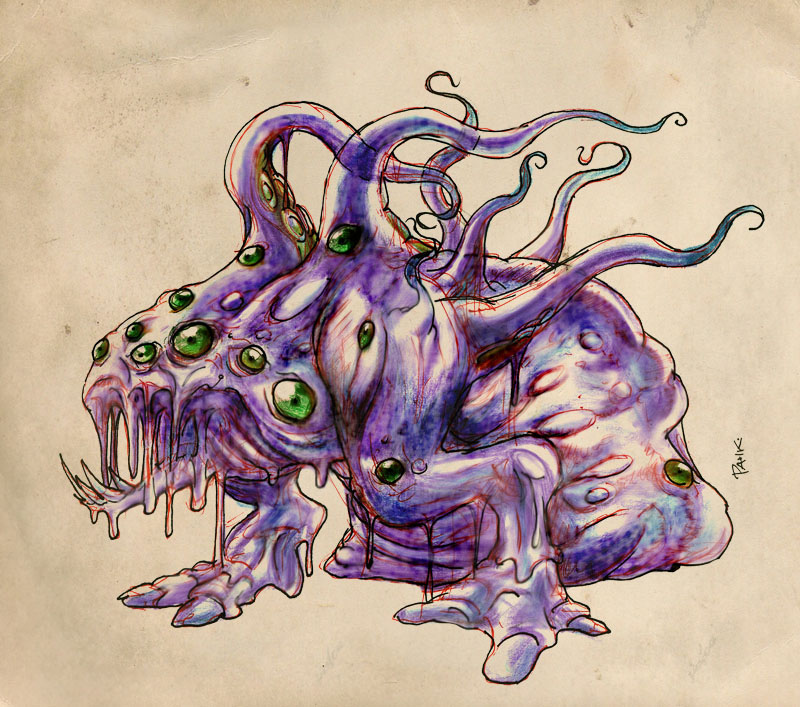
Shoggoth, ilustracja Pahko

Dyer i Danforth odkryli, że pod miastem znajdują się ogromne podziemia, liczne tunele i ogromne sale. Podążając jednym z tuneli natrafiają na świeże ślady ciągnięcia ciężkich przedmiotów. Idąc za nimi odkrywają sanie, które zaginęły z obozu Lake, a także ciało Gedneya i martwego psa. Głębiej natykają się na ogromne, niewidome pingwiny albinosy. W końcu znajdują istoty, które rozmroził Lake przywracając je w ten sposób do życia. Ich ciała pozbawione są głów i pokryte oślizgłą materią o odrażającej woni. Obserwując martwe istoty dostrzegają białą mgłę poruszającą się w ich kierunku, pchaną jakby przez ogromną masę. Słyszą też dziwny melodyjny świergot Tekeli-li! Tekeli-li!, który wzbudza w nich ogromny strach. Rzucają się do ucieczki, pragnąc jak najszybciej wydostać się z podziemnych czeluści. Za nimi podąża stwór wydający ten dziwny dźwięk, niosący ze sobą straszliwy odór, jednak najbardziej przerażający jest jego wygląd – bezkształtna masa protoplazmy, obdarzona miliardami oczu w kształcie bąbli zielonkawego światła, formujących się i zanikających, rozsianych na przedniej powierzchni ciała. Skojarzenia obydwu badaczy od razu przynoszą na myśl shoggothy, o których dowiedzieli się z płaskorzeźb. W końcu udaje im się wydostać z podziemi i drogą powrotną przez gigantyczne komnaty i korytarze wymarłego miasta docierają do samolotu. Podczas lotu powrotnego Danforth spogląda za siebie, na miasto i dostrzega coś, co tak bardzo go przeraża, że nie chce o tym powiedzieć Dyerowi. Po przybyciu do obozu kończą porządkować obóz i załoga wraca bezpiecznie do cieśniny, gdzie wsiadają na statki. Dyer i Danforth nie wspominają słowem o tym co widzieli ani pozostałym członkom załogi, ani nikomu innemu po powrocie z ekspedycji .

## W kulturze
Zawarte w W górach szaleństwa pomysły przyczyniły się do spopularyzowania paleoastronautyki, pseudonaukowej koncepcji, mówiącej, że inteligentne istoty pozaziemskie odwiedzały Ziemię i kontaktowały się z ludźmi w czasach starożytnych i prehistorycznych. Zwolennicy tej teorii sugerują, że kontakt ten wpłynął znacząco na rozwój współczesnej kultury, technologii, religii i biologii człowieka. Mitologia opisana w opowiadaniu miała też wpływ na poglądy szwajcarskiego pisarza i publicysty Ericha von Dänikena. 
W 1971 r. hardrockowy zespół Blackfeather, o psychodelicznym zabarwieniu, nagrał płytę At the Mountains of Madness. W nagraniu uczestniczył 25-letni wówczas Bon Scott. 
W 1982 r. reżyser John Carpenter zrealizował dla wytwórni Universal film Coś, opowiadający o inwazyjnym kosmicznym stworzeniu mającym zdolność całkowitego zniszczenia życia na Ziemi. Motyw naukowca, który podczas ekspedycji na Antarktydzie przeprowadza sekcję topniejących, na wpół zmienionych dziwnych ciał, wyraźnie nawiązuje do wyprawy Dyer'a. 
W 2010 r. historia W górach szaleństwa została zilustrowana przez Iana Culbarda i wydana w formie komiksu. 
Guillermo del Toro od lat stara się o ekranizację opowiadania Lovecrafta. W 2012 r. Ridley Scott wyreżyserował film Prometeusz, który zdaniem Toro, sprawił, że wymarzony projekt musiał odłożyć na długie lata. Obie historie są podobne i Hollywood nie zamierzał inwestować w bliźniacze superprodukcje.
W 2014 r. zespół post-blackmetalowy The Great Old Ones, z Bordeaux we Francji, nagrał płytę Tekeli-li opartą na tej powieści.
W 2018 r. heavymetalowy zespół Crimson Day, z Tampere w Finlandii, nagrał płytę At the Mountains of Madness.
Francuski ilustrator i artysta koncepcyjny, François Baranger, zafascynowany twórczością H.P. Lovecrafta podjął się zilustrowania tej niesamowitej opowieści. W 2020 r. ukazało się w Polsce ilustrowane wydanie W górach szaleństwa z tłumaczeniem Macieja Płazy.